# Felsenbrunnen (Weimar)

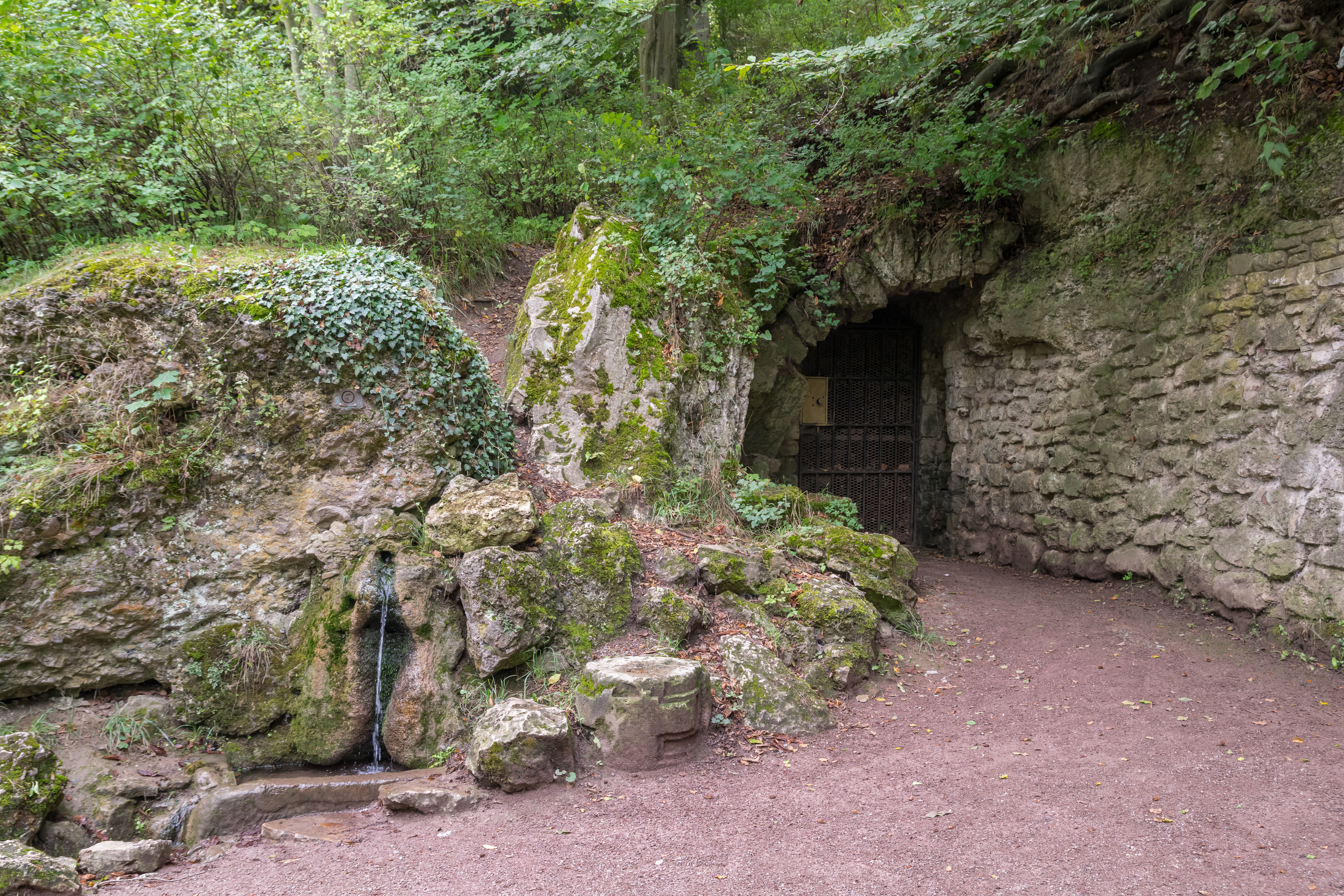
Felsenbrunnen am Ausgang der Parkhöhle

Der Felsenbrunnen im Park an der Ilm in Weimar liegt am Ausgang der Parkhöhle.
Das Wasser erhält er von einer unterirdisch verlaufenden Quelle. Ihm gegenüber befindet sich das Nadelöhr, das Goethe zur Erinnerung an Christel von Laßberg errichten ließ. Die in der Nähe befindliche Naturbrücke ist die Stelle des Unglücks. Der Brunnen bzw. die Quelle steht unter Denkmalschutz bzw. Naturschutz. Der Ausguss, dessen Wasser letztlich wieder in die Ilm abfließt, ist zumeist aus unbehauenen Travertinsteinen errichtet ein runder behauener Stein befindet sich davor. Derartige Quellen gibt es im Ilmpark zahlreich wie u. a. unter dem Römischen Haus. Dieses sind alles Karstquellen bzw. Verwerfungsquellen.